# Parafia Narodzenia Najświętszej Maryi Panny w Choszcznie
Parafia pod wezwaniem Narodzenia Najświętszej Maryi Panny w Choszcznie – parafii należąca do dekanatu Choszczno, archidiecezji szczecińsko-kamieńskiej, metropolii szczecińsko-kamieńskiej. Jedna z parafii rzymskokatolickich w Choszcznie. Kościół parafialny pw. Narodzenia NMP gotycki z XIV-XV wieku, przebudowany w XIX wieku, zniszczony 1945, odbudowany 1956. Mieści się przy Rynku.